# Cadet (grade militaire)
Pour les articles homonymes, voir Cadet.

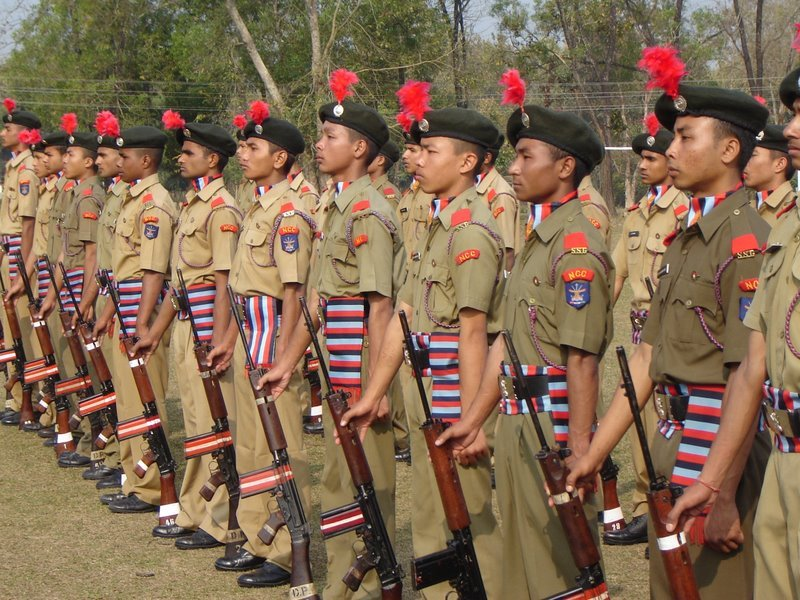
Cadets de l'armée indienne

Cadet est un grade subalterne ou un élève officier dans diverses armées. Il désigne le plus souvent un élève officier en formation au sein d'une école ou d'une académie militaire, après une certaine période ou lors de la réussite d'examens, il obtient le grade d'aspirant ou de midshipman dans les marines anglophones.

## États-Unis
Aux États-Unis, l'US Navy et l'US Marine Corps utilisent le terme de Midshipman, alors que l'United States Coast Guard, l'US Air Force, et l'US Army utilisent, 
elles, le terme de cadet.

## France
Dans la France de l'Ancien Régime, les aînés de grande famille suivent des filières de formation privilégiées ou coûteuses leur permettant d'honorer la charge d'officier supérieur dont ils héritent ou que leur fortune leur permet d'acheter. Les jeunes gentilshommes pauvres sont destinés à devenir officiers subalternes. Jusqu'en 1682, ils se forment au sein des troupes, répartis entre les compagnies. Comme ils sont souvent des puînés, on les appelle les cadets. Ils ne perçoivent pas de solde, ne sont pas inscrits sur les rôles, et ils peuvent prendre congé à tout moment.
De 1682 à 1733, d'éphémères écoles de cadets vont voir le jour : des « compagnies de jeunes gentilshommes » ou « compagnies de cadets ». Les élèves reçoivent, en plus de la formation militaire proprement dite (manœuvres et maniement des armes), des cours d'escrime et de danse, de mathématiques, de fortification, de dessin et d'allemand.
En 1751, « pour venir en aide à la noblesse pauvre et assurer le bon recrutement des officiers », la France se dote d'une École militaire. Celle-ci n'est encore qu'une fondation philanthropique, à vocation scolaire. Sous le Premier Empire, elle devient une véritable École militaire, pouvant rivaliser avec celles de Berlin et de Saint-Pétersbourg.

## Royaume-Uni
Dans la Royal Navy, un « cadet » est désigné par le terme de midshipman, aspirant officier. 